# Нагатино (Костромская область)
Нагатино — село в составе Дмитриевского сельского поселения Галичского района Костромской области России.

## История
До революции относилось к Нагатинской волости Галичского уезда Костромской губернии.